# Lengener Meer
Das Lengener Meer ist ein Hochmoorsee in der Gemeinde Uplengen im Landkreis Leer in Ostfriesland, Niedersachsen.
Es ist einer der wenigen verbliebenen Hochmoorseen in Deutschland. Der fast kreisrunde Flachsee, auch Moorauge oder Kolk genannt, ist nur maximal 0,80 Meter tief und umfasst 22 Hektar. Er liegt inmitten des ehemaligen Naturschutzgebiets (NSG) „Lengener Meer“, eines mehr oder weniger durch Entwässerung degenerierten, teilweise aber auch noch wachsenden Resthochmoores. Das ehemalige Naturschutzgebiet hat eine Größe von 240 Hektar und war Teil des insgesamt 1414 Hektar großen FFH-Gebiets „Lengener Meer, Stapeler Moor, Baasenmeers-Moor“. Zum 1. September 2016 ist es im neu ausgewiesenen Naturschutzgebiet „Stapeler Moor und Umgebung“ aufgegangen.

## Lage
Das ehemalige Naturschutzgebiet „Lengener Meer“ und das ehemalige Naturschutzgebiet „Stapeler Moor“ (Landkreis Leer) bilden mit dem ehemaligen Naturschutzgebiet „Spolsener Moor“ (Landkreis Friesland) einen zusammenhängenden Komplex, der vollständig im Naturschutzgebiet „Stapeler Moor und Umgebung“ aufgegangen ist. Dieser liegt im nordwestlichen Niedersachsen etwa zwölf Kilometer nordwestlich der Stadt Westerstede in der Gemeinde Uplengen. Er gehört zur naturräumlichen Einheit der „Ostfriesischen Zentralhochmoore“ und mit den inzwischen isolierten, ehemaligen Naturschutzgebiet Herrenmoor und dem Naturschutzgebiet Neudorfer Moor zum Nordteil der Untereinheit Lengener Moor. Die Moorreste liegen im Scheitelraum des „Oldenburgisch-Ostfriesischen Geestrückens“ an der Wasserscheide zwischen Jadebusen und Ems. Die Serie von Hochmooren, die sich hier nach der letzten Eiszeit gebildet hat, folgt zum großen Teil alten Schmelzwasserrinnen. Deren Verlauf ist im südlich gelegenen Bereich noch deutlich zu erkennen und erreicht im Lengener Moor die breiteste Ausprägung.

## Beschreibung
Wenige Moorbirken (Betula pubescens) und verschiedene Gräser, besonders das Pfeifengras (Molinia caerulea), bilden die Vegetation des Gewässerrandes. Das Moor trägt heute noch deutliche Spuren der ehemaligen Moorbrandkultur. Diese zeigen sich auf Luftbildern durch die linienförmigen Strukturen ehemaliger flacher Gräben und ehemaliger Buchweizenfelder. Im Gelände geben sie sich am Wechsel sehr nasser und trockenerer Bereiche zu erkennen. Die Vegetation der zentralen Flächen wird durch flache Bult-Schlenken-Komplexe der Klasse Oxycocco-Sphagnetea (Feuchtheide- und Hochmoorbult-Gesellschaften) und durch Hochmoor-Degenerationsstadien in Form von Pfeifengras- und Gagelstrauchbeständen geprägt und ist weitgehend baumfrei. Typische Arten sind Torfmoose (Sphagnum spp.), Rosmarinheide (Andromeda polifolia) und Sonnentau-Arten (Drosera rotundifolia, Drosera intermedia), Scheiden-Wollgras (Eriophorum vaginatum), Moorlilie (Narthecium ossifragum), Weißes Schnabelried (Rhynchospora alba), Gewöhnliche Rasenbinse (Trichophorum cespitosum) und die Gewöhnliche Moosbeere (Vaccinium oxycoccos). Die Randzonen sind trockener und sind vom Pfeifengras und von lockeren Gehölzbeständen geprägt, vergleichbar mit dem Randgehänge eines natürlichen Hochmoores. Im nordöstlichen und nordwestlichen Bereich der Hochfläche hat sich ein dichterer Gehölzbestand aus Birken und Kiefern entwickelt (Betula pubescens, Pinus sylvestris).

## Gefährdung und Schutz
Das den Moorkolk umgebende, ehemalige Naturschutzgebiet „Lengener Meer“ wurde in seinem Kernbereich von etwa 140 Hektar schon 1940 ausgewiesen. Später erfolgten wesentliche Erweiterungen der zusammenhängenden NSG-Fläche nördlich des Zollwegs und weitere Schutzgebietsausweisungen im Stapeler und Spolsener Moor. Trotz der Unterschutzstellung kam es aufgrund der vielen Entwässerungsgräben zu einer starken Degeneration der randlichen Bereiche, was zu einem Gehölzaufwuchs und einer Ausbreitung des Pfeifengrases führte. Darüber hinaus verlandeten die meisten der zahlreichen kleineren Kolke im Gebiet. Immer wieder durchgeführte Abdichtungen der Gräben konnten diesen Trend bis jetzt nicht stoppen, lediglich der zentrale Teil der Fläche ist noch relativ naturnah geblieben. Seit dem Frühjahr 2006 wurden verschiedene Verwallungsmaßnahmen im Gebiet durchgeführt, um den Wasserhaushalt des Gebiets zu stabilisieren.
Vom Aussichtsturm am Zollweg kann man die starke Gehölzentwicklung nördlich und westlich des Meeres nachvollziehen, östlich des Meeres erschließt sich etwas weiter in der Ferne die naturnahere Zentralfläche. Hier lässt sich die offene Weite der ursprünglichen Naturlandschaft des einstmals rund 70 km² großen Stapeler-Moor-Komplexes erahnen.

## Geschichte
Rund um das Lengener Meer siedelten im Mittelalter die Morseten („Moorsitzer“), die Bewohner eines der sieben friesischen Gaue im Erzstift Bremen.

## Bildergalerie

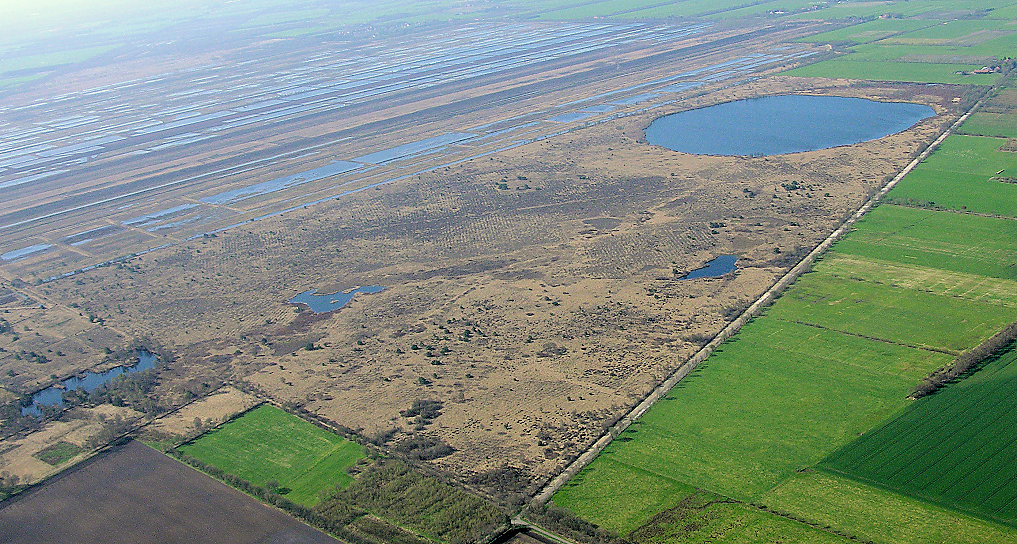
Luftbild vom NSG von NO nach SW im April 2006. Im Hintergrund das Lengener Meer.
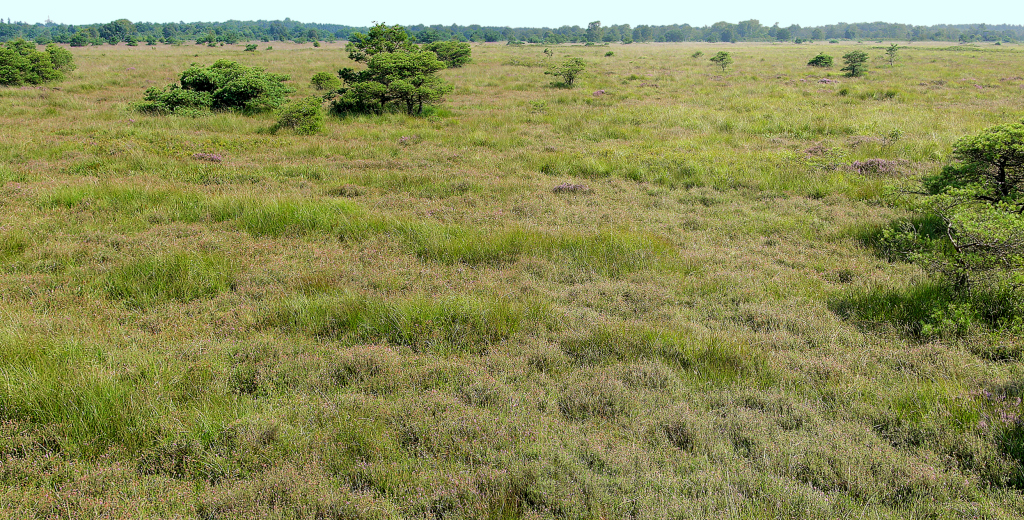
Blick vom Hochstand südlich von Kolk II nach Südwesten, August 2005.
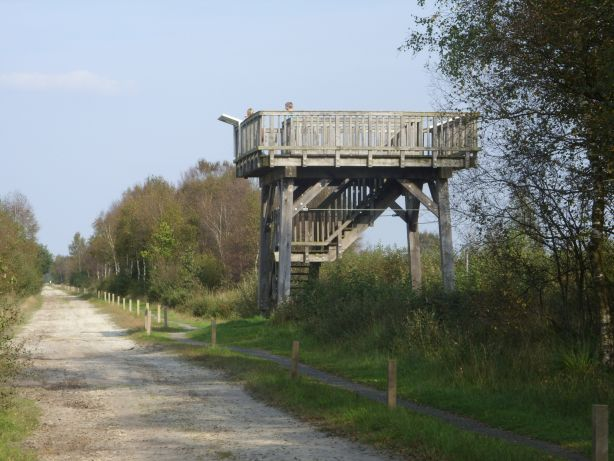
Aussichtsplattform am Zollweg
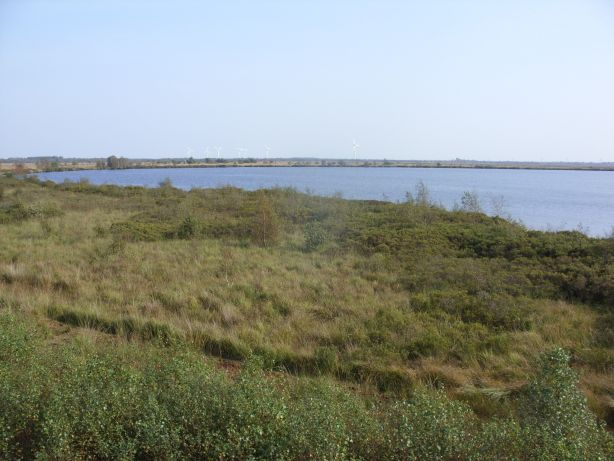
Blick von der Aussichtsplattform zum Lengener Meer, 2011
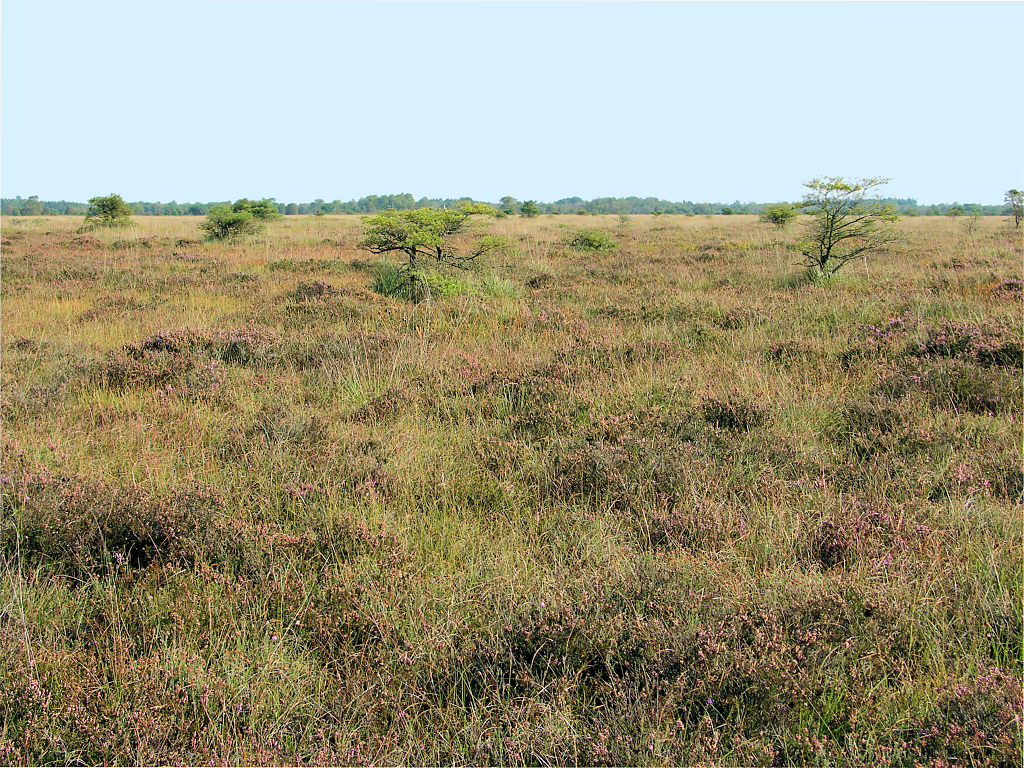
Die offene Hochmoorfläche in der Gebietsmitte mit relativ naturnahem Bult-Schlenken-Komplex und einigen hochmoortypischen Krüppelkiefern.
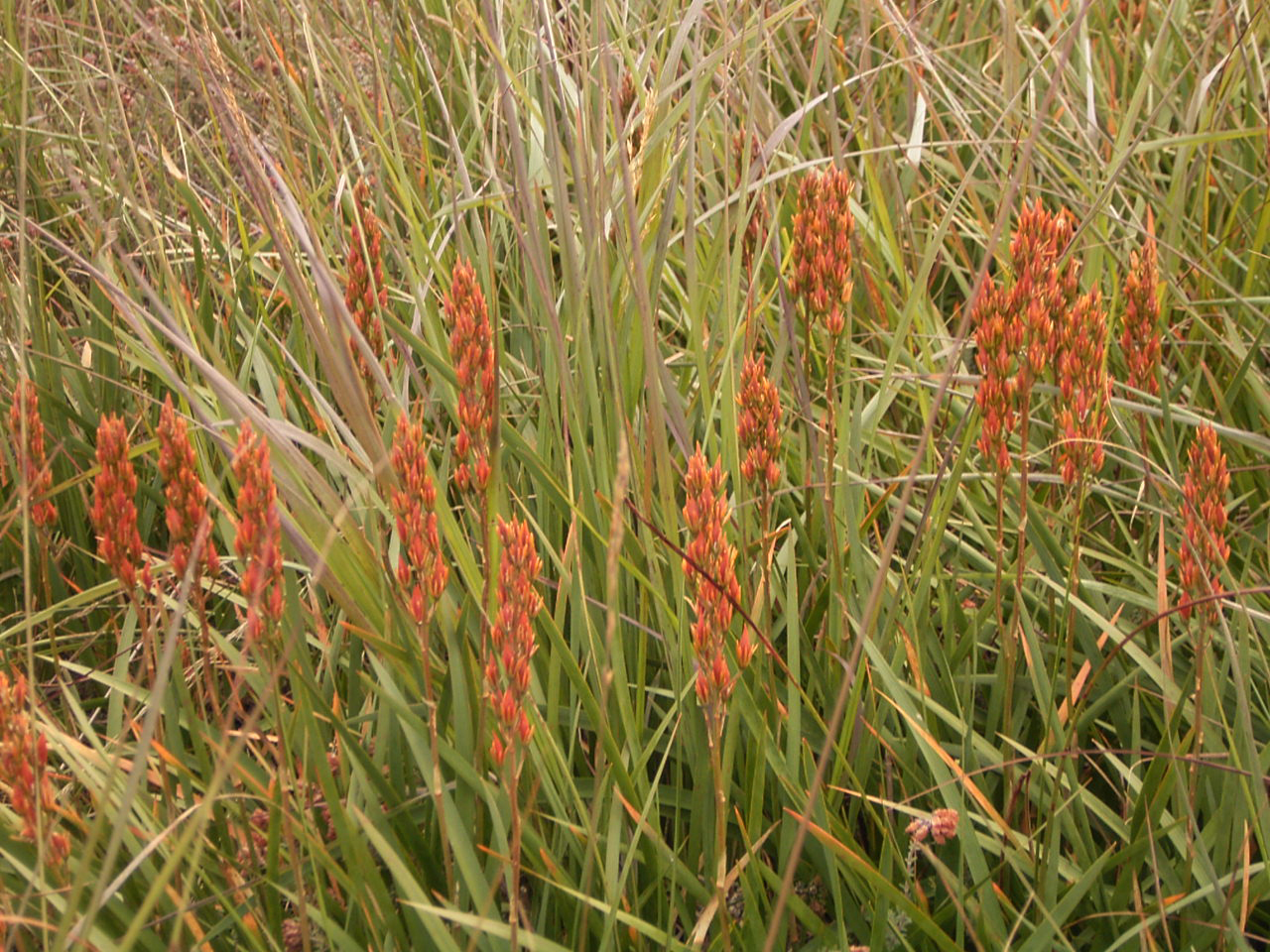
Fruchtstände der Moorlilie, die nach BArtSchV geschützt ist.